# جد بوكوالد
جد بوكوالد (بالإنجليزية: Jed Buchwald) هو أستاذ جامعي ومؤرخ أمريكي، ولد في 25 أبريل 1949.